# Jegor Timkowski
Jegor Fiodorowicz Timkowski, także Jerzy Tymkowski (ros. Егор Федорович Тимковский; ur. 23 maja 1790 we wsi Jegorskaja-Timkowszczina w guberni połtawskiej na Ukrainie, zm. 9 lutego 1875 w Petersburgu) – rosyjski dyplomata i podróżnik polskiego pochodzenia (z polskiej szlachty), badacz Mongolii i Chin.
Absolwent Uniwersytetu Moskiewskiego z 1811. Timkowski pracował w rosyjskim Ministerstwie Spraw Zagranicznych i z ramienia tego ministerstwa wyjechał w 1820 r. jako świecki członek rosyjskiej prawosławnej misji duchownej w Pekinie (sam był wyznania prawosławnego), gdzie przebywał do 1821 r. W okresie późniejszym w dalszym ciągu pracował w ministerstwie, początkowo w departamencie ds. Azji, w latach 1830-1836 był konsulem Rosji w mołdawskim mieście Jassy, a później z przerwami zajmował różne stanowiska w ministerstwie.
Opublikował trzytomową książkę o swej podróży, zawierającą liczne opisy historii i etnografii Mongolii i Chin – w 1824 r. po rosyjsku (Путешествие в Китай чрез Монголию в 1820 и 1821 годах с картою, чертежами и рисунками), a w 1828 r. wyszło jej polskie, dwutomowe tłumaczenie: Podróż do Chin przez Mongolię w latach 1820 i 1821 przez Jerzego Tymkowskiego odbyta (Paryż-Lwów; tłum. T.W. Kochański). Książka ta miała także edycje: angielską, francuską i niemiecką.